# Qrpff
Qrpff est un script Perl créé par Keith Winstein et Marc Horowitz du MIT SIPB. Il déchiffre du contenu CSS en six ou sept lignes de code. En ROT13 Qrpff donne « decss ».
Il existe deux versions de Qrpff, une version courte (6 lignes) et une version rapide (7 lignes) toutes les deux sont données en dessous :
Version courte :
```
 
#!/usr/bin/perl

 
# 472-byte qrpff, Keith Winstein and Marc Horowitz <sipb-iap-dvd@mit.edu>

 
# MPEG 2 PS VOB file -> descrambled output on stdout.

 
# usage: perl -I <k1>:<k2>:<k3>:<k4>:<k5> qrpff

 
# where k1..k5 are the title key bytes in least to most-significant order

 
 
s''
$/=\2048;while(<>){G=29;R=142;if((@a=unqT="C*",_)[20]&48){D=89;_=unqb24,qT,@
 b=map{ord qB8,unqb8,qT,_^$a[--D]}@INC;s/...$/1$&/;Q=unqV,qb25,_;H=73;O=$b[4]<<9
 |256|$b[3];Q=Q>>8^(P=(E=255)&(Q>>12^Q>>4^Q/8^Q))<<17,O=O>>8^(E&(F=(S=O>>14&7^O)
 ^S*8^S<<6))<<9,_=(map{U=_%16orE^=R^=110&(S=(unqT,"\xb\ntd\xbz\x14d")[_/16%8]);E
 ^=(72,@z=(64,72,G^=12*(U-2?0:S&17)),H^=_%64?12:0,@z)[_%8]}(16..271))[_]^((D>>=8
 )+=P+(~F&E))for@a[128..$#a]}print+qT,@a}';s/[D-HO-U_]/\$$&/g;s/q/pack+/g;eval
```

Version rapide :
```
 
#!/usr/bin/perl -w

 
# 531-byte qrpff-fast, Keith Winstein and Marc Horowitz <sipb-iap-dvd@mit.edu>

 
# MPEG 2 PS VOB file on stdin -> descrambled output on stdout

 
# arguments: title key bytes in least to most-significant order

 
 $_='while(read+STDIN,$_,2048){$a=29;$b=73;$c=142;$t=255;@t=map{$_%16or$t^=$c^=(
 $m=(11,10,116,100,11,122,20,100)[$_/16%8])&110;$t^=(72,@z=(64,72,$a^=12*($_%16
 -2?0:$m&17)),$b^=$_%64?12:0,@z)[$_%8]}(16..271);if((@a=unx"C*",$_)[20]&48){$h
 =5;$_=unxb24,join"",@b=map{xB8,unxb8,chr($_^$a[--$h+84])}@ARGV;s/...$/1$&/;$
 d=unxV,xb25,$_;$e=256|(ord$b[4])<<9|ord$b[3];$d=$d>>8^($f=$t&($d>>12^$d>>4^
 $d^$d/8))<<17,$e=$e>>8^($t&($g=($q=$e>>14&7^$e)^$q*8^$q<<6))<<9,$_=$t[$_]^
 (($h>>=8)+=$f+(~$g&$t))for@a[128..$#a]}print+x"C*",@a}';s/x/pack+/g;eval
```

La version rapide est assez rapide pour lire un film.